# نیهاریکا رییزادا
نیهاریکا رییزادا (انگلیسی: Niharica Raizada؛ زادهٔ ۱۹۹۰) بازیگر، و بازیگر سینما اهل لوکزامبورگ است. وی از سال ۲۰۱۳ میلادی تاکنون مشغول فعالیت بوده‌است.
از فیلم‌ها یا برنامه‌های تلویزیونی که وی در آن نقش داشته‌است می‌توان به سوریاوانشی و دواراکا اشاره کرد.
وی همچنین برندهٔ جوایزی همچون برنامه فولبرایت شده‌است.